# Кассик
Кассик (нем. Kassieck) — муниципальный район и населённый пункт в Германии, в земле Саксония-Анхальт. Входит в состав города Гарделеген района Зальцведель.
Население составляет 200 человек (на 31 декабря 2006 года). Занимает площадь 10,51 км².
В 1910 году в Кассике проживало 385 человек. До 31 декабря 2010 года населённый пункт имел статус общины (коммуны). 1 января 2011 года вошёл в состав города Гарделеген.